# PHF6
PHF6 (англ. PHD finger protein 6) – білок, який кодується однойменним геном, розташованим у людей на X-хромосомі. Довжина поліпептидного ланцюга білка становить 365 амінокислот, а молекулярна маса — 41 290.
| 10         |  | 20         |  | 30         |  | 40         |  | 50         |
| ---------- |  | ---------- |  | ---------- |  | ---------- |  | ---------- |
| MSSSVEQKKG |  | PTRQRKCGFC |  | KSNRDKECGQ |  | LLISENQKVA |  | AHHKCMLFSS |
| ALVSSHSDNE |  | SLGGFSIEDV |  | QKEIKRGTKL |  | MCSLCHCPGA |  | TIGCDVKTCH |
| RTYHYHCALH |  | DKAQIREKPS |  | QGIYMVYCRK |  | HKKTAHNSEA |  | DLEESFNEHE |
| LEPSSPKSKK |  | KSRKGRPRKT |  | NFKGLSEDTR |  | STSSHGTDEM |  | ESSSYRDRSP |
| HRSSPSDTRP |  | KCGFCHVGEE |  | ENEARGKLHI |  | FNAKKAAAHY |  | KCMLFSSGTV |
| QLTTTSRAEF |  | GDFDIKTVLQ |  | EIKRGKRMKC |  | TLCSQPGATI |  | GCEIKACVKT |
| YHYHCGVQDK |  | AKYIENMSRG |  | IYKLYCKNHS |  | GNDERDEEDE |  | ERESKSRGKV |
| EIDQQQLTQQ |  | QLNGN      |  |            |  |            |  |            |

A: Аланін

C: Цистеїн

D: Аспарагінова кислота

E: Глутамінова кислота

F: Фенілаланін

G: Гліцин

H: Гістидин

I: Ізолейцин

K: Лізин

L: Лейцин

M: Метіонін

N: Аспарагін

P: Пролін

Q: Глутамін

R: Аргінін

S: Серин

T: Треонін

V: Валін

Кодований геном білок за функцією належить до фосфопротеїнів. 
Задіяний у таких біологічних процесах, як транскрипція, регуляція транскрипції, ацетилювання, альтернативний сплайсинг. 
Білок має сайт для зв'язування з іонами металів, іоном цинку, ДНК. 
Локалізований у ядрі, хромосомах, центромерах, кінетохорі.